# Pekka Myrberg
Pekka Juhani Myrberg, född den 30 december 1892 i Viborg, död den 8 november 1976 i Helsingfors, var en finländsk matematiker.
Myrberg blev docent vid Helsingfors universitet 1919 och professor vid Tekniska högskolan i Helsingfors 1926. Han författade förtjänstfulla arbeten inom funktionsteorin, bland vilka märks Über die automorphen Funktionen zweier komplexer Veränderlichen (1921) och Über die Existenz der Greenschen Funktion auf einer gegebenen Riemannschen Fläche (1933).
År 1972 utnämndes han till hedersledamot av Finska Vetenskapsakademien.